# Коронавірусна хвороба 2019 у Таїланді
Спалах коронавірусної хвороби 2019 у Таїланді — це поширення пандемії коронавірусної хвороби 2019 на територію Таїланду. Таїланд став першою країн після КНР країною, де була виявлена коронавірусна хвороба. Перший випадок хвороби на території країни виявлено 13 січня 2020 року в Бангкоку. Протягом січня виявлено ще кілька випадків хвороби серед осіб, які поверталися з Китаю, або були там проїздом. Перше офіційно зареєстроване внутрішнє інфікування в Таїланді підтверджено 31 січня. Протягом лютого кількість зареєстрованих випадків у країні залишалась низькою, досягнувши кількості в 40 випадків до кінця місяця. Кількість нових випадків почала різко зростати у середині березня. Це пов'язано з появою кількох вогнищ інфекції, найбільший з яких стався під час перегляду змагань з тайського боксу на стадіоні Лумпхіні 6 березня. Після цього кількість підтверджених випадків у країні розпочала зростати до більш ніж 100 випадків за день, унаслідок чого влада розпорядилась закрити усі громадські заклади та підприємства у Бангкоку та кількох провінціях. 26 березня прем'єр-міністр країни Прают Чан-Оча ввів у країні надзвичайний стан, з 3 квітня у країні встановлено комендантську годину. З 4 квітня заборонені всі комерційні міжнародні авіарейси, по всій країні введені обмеження в пересуванні різного ступеня у залежності від ураження епідемією. Частота нових випадків поступово знижувалася протягом квітня, і до середини травня нові випадки хвороби в країні виявлялися вкрай рідко, унаслідок чого поступово розпочалось послаблення карантинних обмежень. Проте в серпні більшість закладів освіти відновили роботу, а надзвичайний стан у країні не був скасований.
Загальнодержавні урядові заходи для попередження поширення коронавірусної хвороби в Таїланді спочатку ґрунтувалися на відстеженні контактних осіб та спостереженні за ними, відповідно до триступеневої моделі реагування, рекомендованої департаментом із контролю за захворюваністю міністерства охорони здоров'я Таїланду. У міжнародних аеропортах країни, а також у всіх лікувальних закладах країни, де перебувають контактні особи, або особи, які повернулись з-за кордону, розпочали вимірювання температури тіла та скринінг інших симптомів коронавірусної хвороби. Відстеження контактів проводилось у відповідь на виникнення спалахів захворювання. Заходи громадської освіти для населення полягали у заклику до самоконтролю осіб з груп ризику, пропагуванні гігієнічних заходів (миття рук), та уникненні натовпу (або носінні захисник масок, якщо уникнення натовпу є неможливим). З 5 березня заборонено поїздки за кордон, коли 4 країни оголошені «зоною ураження небезпечною інфекцією», після цього усіх осіб, які поверталися з країн з високим ризиком інфікування коронавірусною хворобою, розміщували в карантині, а тих, хто прибув з інших країн, знаходились під медичним спостереженням. 19 березня оголошено про введення жорсткіших обмежень на в'їзд до країни, що включало введення медичних сертифікатів для в'їзду до країни, а також обов'язкового медичного страхування усіх іноземних громадян, які прибувають до країни.
Уряд Таїланду неодноразово критикували за його рішення у початковий період поширення коронавірусної хвороби в країні. Зокрема, на початку лютого у відповідь на дефіцит та здорожчання захисних масок для обличчя уряд ухвалив рішення про контроль за цінами маски, а також вирішив контролювати їх постачання. Цей крок не зменшив дефіцит масок у лікарнях, та став приводом для звинувачення урядовців у корупції та отриманні відкатів від поставок. Уряд країни критикували також за непослідовну політику щодо міжнародного транспортного сполучення та введення карантину в країні, нерішучі та повільні дії під час карантину, а також недостатнє інформування населення — багато офіційних повідомлень були доступні лише короткий час для загального ознайомлення, часто одні постанови державних органів суперечать іншим урядовим підрозділам, а також часто урядові постанови швидко скасовувалися. Різке закриття майже всіх підприємств та закладів у Бангкоку змусило десятки тисяч працівників цих підприємств з інших міст країни повертатися до своїх рідних місць у пошуках роботи, що підвищувало ризик розповсюдження інфекції по території країни та відобразило нездатність різних відомств країни до координації своїх заходів. Усі ці недоліки частково усунуті після створення Центру ситуаційного управління з питань COVID-19 як центрального органу в умовах надзвичайного стану, зокрема всі публічні повідомлення оголошувались його представником Тавісіном Вісануйотіном. З іншого боку, громадськість в країні досить добре співпрацювала із закладами охорони здоров'я, що разом із хорошим розвитком системи охорони здоров'я в країні стало сприяючими факторами успішного стримування поширення коронавірусної хвороби.
Пандемія серйозно підірвала економіку Таїланду, значну частину якої складають надходження від туризму. Міжнародний валютний фонд прогнозує скорочення ВВП Таїланду на 6,7 % у 2020 році, хоча за попередніми прогнозами він мав зрости на 2,5 %. Уряд країни оголосив про проведення низки заходів для надання економічної допомоги, включно з наданням грошової допомоги потерпілим особам, та кілька пакетів стимулювання економіки у розмірі 1,9 трильйона батів (60 мільярдів доларів США), хоча на практиці економічну допомогу мало хто отримав. Невдоволення своїм рівнем життя та повільна реакція уряду спричинили початок другої хвилі протестів з початку року, які поновилися з 18 липня 2020 року.
Після наступних спалахів у грудні 2020 року та квітні 2021 року уряд, здавалося, не бажав запроваджувати такі ж обмежувальні заходи через побоювання подальших збоїв в економіці. У грудні натомість він зосередився на масовому тестуванні трудових мігрантів і обмеженнях на поїздки з постраждалих провінцій, тоді як у квітні він дозволив відсвяткувати Сонгкран (тайський Новий рік) (хоча і без святкувань із бризками води), незважаючи на скасування святкування у 2020 році, коли кількість випадків була меншою. Вакцинація розпочалася наприкінці лютого 2021 року, в основному обмежуючись медичними працівниками та в основному з використанням вакцини «Коронавак», імпортованої китайською компанією «Sinovac Biotech». Планувалося, що у більшості поставок вакцини в країну значною мірою буде використовуватися вакцина Oxford–AstraZeneca через угоду про виробництво, укладену місцевою компанією «Siam Bioscience», а перші партії вакцини очікуються в червні 2021 року.
23 вересня 2022 року генерал Правіт Вонгсуван, віце-прем'єр-міністр і виконуючий обов'язки голови координаційного органу з боротьби з поширенням хвороби, повідомив, що генерал Супот Маланійом, генеральний секретар Ради національної безпеки, повідомив про кращий перебіг епідемії, зменшення кількості нових інфікованих і кількості смертей, а міністерство охорони здоров'я перевело COVID-19 із небезпечних інфекційних хвороб до звичайних інфекційних захворювань; тому вирішено скасувати оголошений надзвичайний стан і згорнути координаційний центр з боротьби з COVID-19 з 30 вересня 2022 року, і натомість використовуватити закон про інфекційні захворювання BE 2558, який уже був схвалений Кабінетом міністрів у 2021 році, щоб контролювати ситуацію з COVID-19.

## Хронологія

### 2020

#### Січень

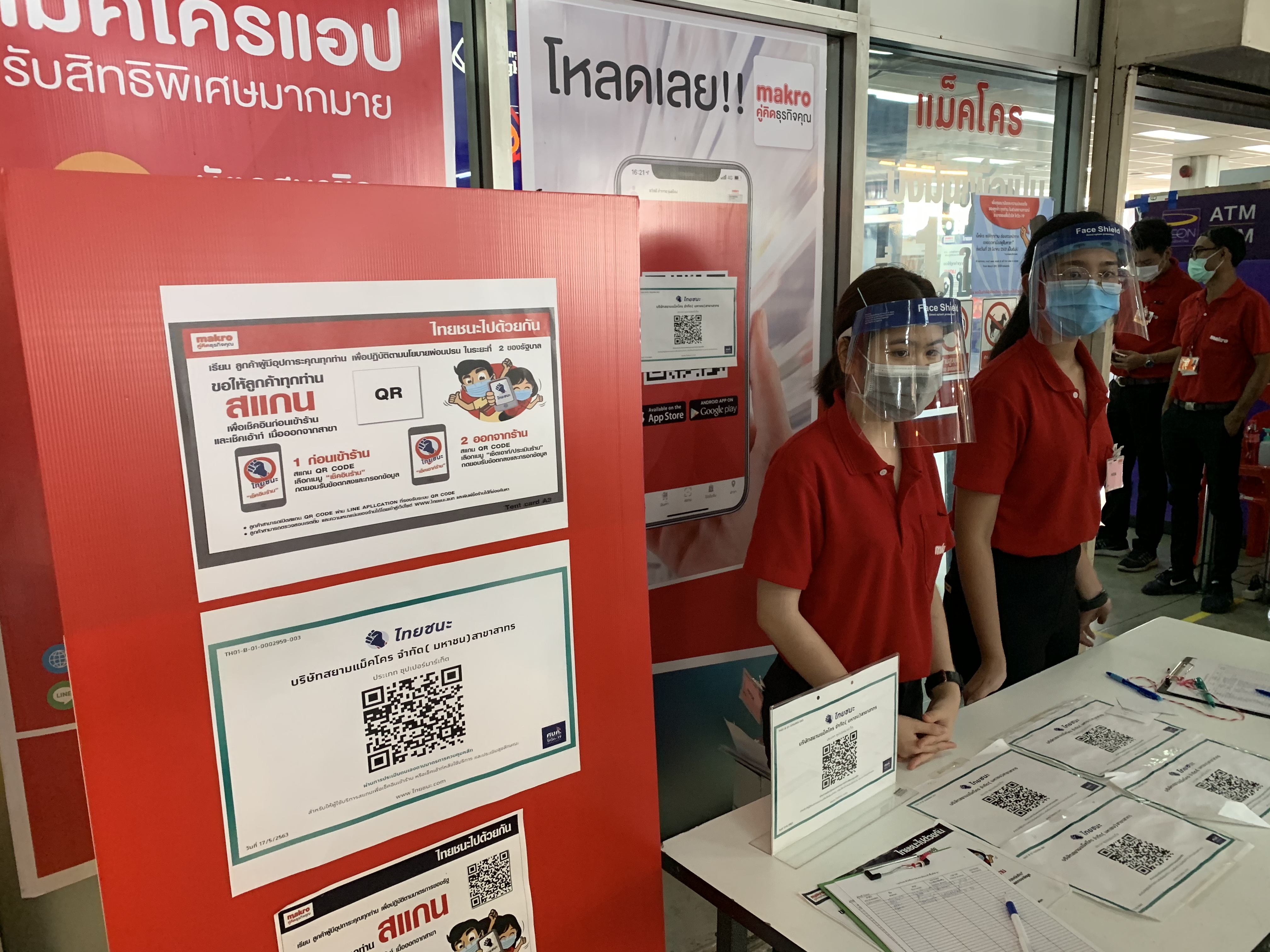
В травні почалась видача QR-кодів «Thai Chana» перед входом у торговий зал для відстеження відвідувачів з симптомами хвороби

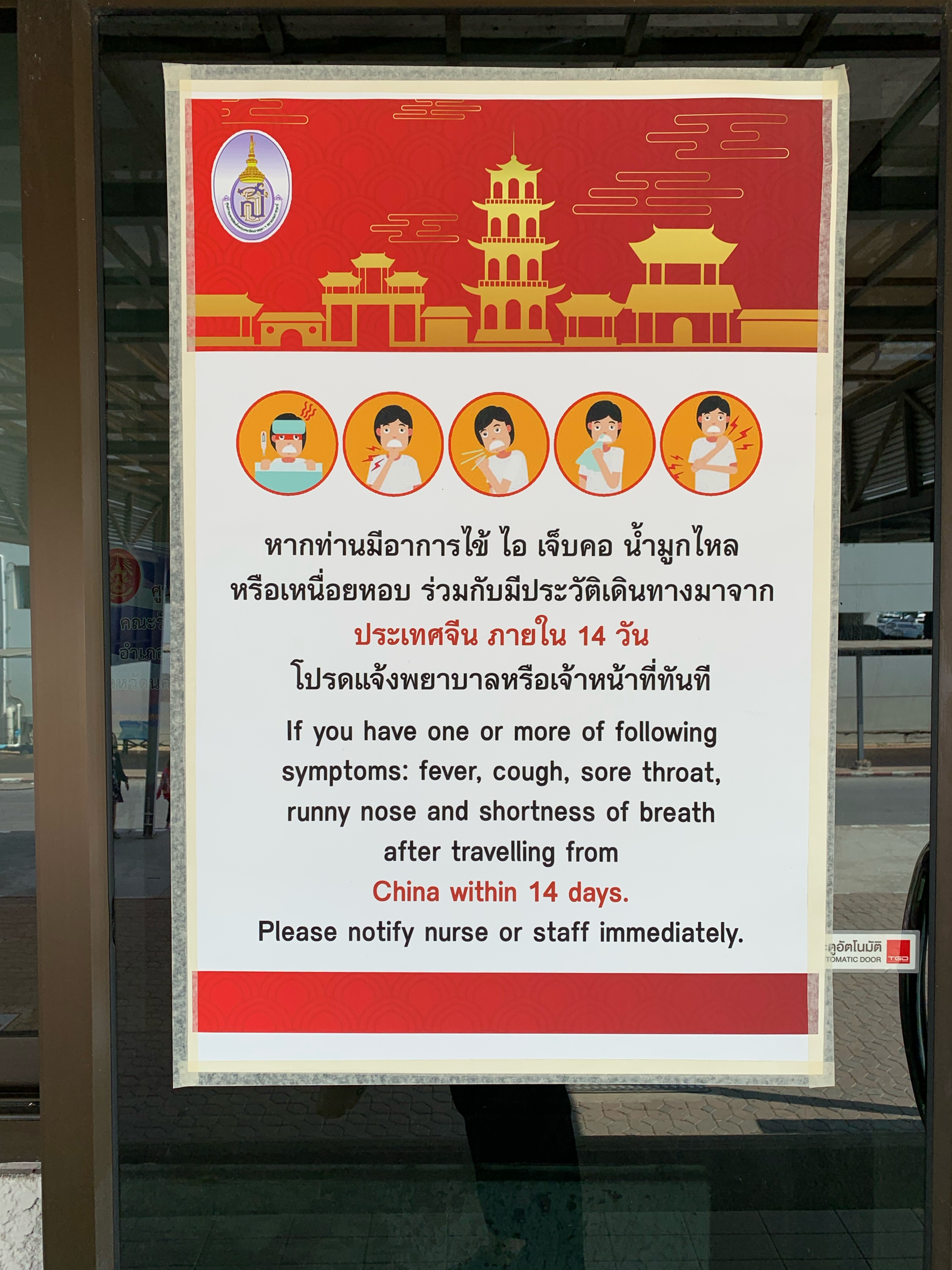
Один із перших попереджувальних плакатів щодо коронавірусної хвороби у Таїланді, яке спрямоване до осіб, які «повернулись з Китаю»

13 січня міністерство охорони здоров'я Таїланду повідомили про виявлення першого випадку хвороби в країні — 61-річної громадянки Китаю, яка жила в Ухані. Хоча й вона не відвідувала Уханський гуртовий ринок морепродуктів, проте вона відвідувала інші ринки міста. 5 січня 2020 року в неї з'явились симптоми ангіни, гарячки, озноб та головний біль, і 8 січня разом із своєю родиною у складі туристичної групи вилетіла з Уханя до аеропорту Суварнабхумі в Бангкоку, де виявили у неї підвищену температуру за допомогою теплових сканерів, після чого госпіталізували. За чотири дні у неї підтверджений позитивний тест на коронавірус.
Другий випадок коронавірусної хвороби в Таїланді підтверджено в 74-річної жінки, яка прибула до Бангкоку з Уханя авіарейсом 17 січня. 21 січня лікарня Накорнпінг у Чіангмаї повідомила про підозру на коронавірусну хворобу у 18-річного чоловіка, який прибув у Чіангмай з Уханя з високою температурою, зразки його крові відправлені до Меморіальної лікарні короля Чулалонгкорна в Бангкоку для проведення ретельнішого дослідження. Згідно заяви лікарні Махараджі Накорна в Чіангмаї, опублікованої 31 січня, його стан покращився.
22 січня міністерство охорони здоров'я країни повідомило про виявлення ще двох випадків коронавірусної хвороби у Таїланді. Третім підтвердженим випадком коронавірусної хвороби в країні, як і в двох попередніх випадках, став китайський турист чоловік 68 років. Четвертим випадком стала 73-річна громадянка Таїланду, яка стала першим інфікованим громадянином країни, яку госпіталізували до лікарні в провінції Накхонпатхом після приїзду з Уханя.
24 січня зареєстровано п'ятий випадок коронавірусної хвороби у країні у 33-річної китаянки, яка приїхала до Таїланду з Уханя з своєю 7-річною дочкою, яка не була інфікована. Її госпіталізували до лікарні Раджвіті за три дні після приїзду до Бангкока.
25 січня владні структури району Хуахін у провінції Прачуапкхірікхан повідомили про виявлення підозри на новий випадок коронавірусної хвороби у 73-річної китаянки. яка прибула з Уханя 19 січня. та госпіталізована в місцеву приватну лікарню 23 січня. Перший аналіз на коронавірусну хворобу в неї виявився негативним, проте владні структури району очікують результату другого аналізу для підтвердження.
26 січня міністерство охорони здоров'я Таїланду повідомило, що підтвердились позитивні результати аналізів у 8 осіб, у тому числі з району Хуахін. Усі вони були громадянами Китаю, за винятком жінки з міста Накхонпатхом. Перші п'ять хворих коронавірусною хворобою виписані з лікарні.
Ще 6 випадків підтверджено 28 січня, п'ять хворих з Уханя та один з Чунціна. Цього дня у Таїланді розпочато обов'язкове сканування усіх осіб. які прибувають з Китаю.
31 січня зареєстровано ще 5 випадків коронавірусної хвороби, після чого загальна кількість випадків у країні зросла до 19. Один із хворих виявився таксистом, який не виїжджав до Китаю, проте він підвозив китайського туриста, від якого найімовірніше й інфікувався, що дало можливість вважати його першим випадком передачі вірусу від людини до людини всередині країни. Повідомлено, що до встановлення діагнозу цей таксист спілкувався щонайменше з 13 особами, переважно членами своєї сім'ї. Інші нові хворі були громадянами Китаю.

#### Лютий
2 лютого лікарі з лікарні Раджавіті з Бангкоку повідомили, що вони спостерігають високу ефективність у лікуванні важких випадків коронавірусної хвороби при застосуванні комбінації препаратів для лікування грипу (озельтамівір) та анти-ВІЛ-препаратів (лопінавір з ритонавіром). Стан пацієнтів унаслідок цього комбінованого лікування покращився вже протягом 48 годин. Проте у повідомленні сказано, що на основі цих спостережень не можна достовірно довести, що такий спосіб лікування підходить для усіх пацієнтів.
4 лютого уряд Таїланду відправив літак авіакомпанії «Thai AirAsia» для евакуації 138 громадян з Уханя, які не зуміли вчасно звідти виїхати після накладення карантину на місто. Літак з евакуйованими таїландцями приземлився в аеропорту Паттая цього ж дня о 19:00 за місцевим часом. Шість осіб з числа евакуйованих госпіталізовані до лікарень з підвищеною температурою тіла, а решту відправили на карантин на військово-морську базу Саттахіп на два тижні. Троє громадян Таїланду не були евакуйовані, включно з двома студентами та одним чоловіком з простроченою візою. Того ж дня в країні підтвердили виявлення ще 6 випадків хвороби, серед яких була подружня пара, яка нещодавно повернулась з Японії, проте було незрозуміло, чи вони інфікувались до приїзду в країну, чи вже після. зареєстровано також два випадки у водіїв таксі, які підвозили пасажирів з Китаю.
8 лютого в країні виявлено 6 нових випадків коронавірусної інфекції, серед яких було двоє китайців та одного з пасажирів рейсу, яким евакуювали таїландських громадян з Уханя, а також інших двох таїландських громадян, які контактували з іноземними туристами, після чого кількість випадків хвороби в країні зросла до 32. 11 лютого в країні виявлений ще один випадок коронавірусної хвороби, після чого загальна кількість випадків хвороби в країні зросла до 33.
15 лютого в країні виявлено 35-й випадок коронавірусної хвороби у 35-річної жінки, яка працювала у приватному медичному закладі, що стало першим випадком захворювання медичного працівника в країні. Службовим розслідуванням встановлено, що вона не одягала маску та захисний костюм при огляді хворого.. Перші повідомлення про цей випадок помилково інформували про те, що хвора працювала в Інституті інфекційних хвороб Бамраснарадура, що пізніше спростовано і роз'яснено представниками міністерства охорони здоров'я країни.
Протягом наступних 8 днів у країні не виявлено нових випадків коронавірусної інфекції, 24 лютого виявлено ще 2 випадки коронавірусної хвороби, унаслідок чого кількість виявлених випадків у країні зросла до 37. За два дні кількість підтверджених випадків у країні зросла до 40, два з нових випадків були громадянами Таїланду, які нещодавно повернулись з Японії. Вони були літнім подружжям, та нещодавно повернулись з острова Хоккайдо, та перед тим, як звернулись за медичною допомогою, встигли інфікувати свого 8-річного онука. У зв'язку з виявленням у подружжя коронавірусної інфекції направлено на обстеження 101 особу, з якою контактували ці хворі, включно з членами туристичної групи, членами сім'ї, інших пасажирів корабля, медичних працівників та однокласників онука; 97 осіб мали негативний результат обстеження, а ще 4 очікували його результати. Дідуся дуже критикував міністр охорони здоров'я країни Анутін Чарнвіракул за те, що той спочатку відмовився розповісти маршрут своєї поїздки лікарям, оскільки він ризикував стати суперрозповсюджувачем.
29 лютого виявлено ще один випадок коронавірусної хвороби, унаслідок чого загальна кількість випадків хвороби в країні зросла до 42. Цей випадок зареєстрований у 21-річного продавця, який інфікувався унаслідок контакту з іноземними туристами.

#### Березень
1 березня міністерство охорони здоров'я країни повідомило про першу смерть від коронавірусної хвороби в країні — 35-річного таїландського громадянина. якому спочатку виставили діагноз гарячка денге у приватній лікарні наприкінці січня. Пізніше, 5 лютого, його перевели до інституту інфекційних хвороб Бамраснарадура після виявлення позитивного аналізу на коронавірус, де він пройшов курс лікування, та був виписаний 16 лютого після негативного тесту на коронавірус. Проте ураження легень унаслідок коронавірусної хвороби у нього виявилось незворотнім, і 29 лютого він помер унаслідок поліорганної недостатності. Після повідомлення про смерть цього чоловіка міністерство охорони здоролв'я Таїланду розпочало перевірку його медичних документів, щоб достеменно вивчити причину смерті хворого. Того ж дня компанія «King Power» повідомила, що померлий працював продавцем-консультантом у представництві компанії в Сіварі. Це представництво було закрито з того дня, коли в цього хворого підтвердився діагноз коронавірусної хвороби, всіх інших співробітників представництва оглядали лікарі.
22 березня в країні виявлено 188 нових випадків коронавірусної хвороби, що стало найвищим показником кількості нових випадків у Таїланді з моменту початку епідемії. 24 березня повідомлено про три нових випадки смерті унаслідок коронавірусної хвороби: 70-річного чоловіка, хворого на туберкульоз, 79-річного чоловіка, який інфікувався на боксерському стадіоні Лумпхіні, та 45-річного чоловіка, який хворів цукровим діабетом. Повідомлено також про те, що 4 медичних працівники інфікувалися після контакту з хворими, які відмовились повідомляти історію своїх поїздок та контактів.

#### Квітень
З середини квітня до середини травня існували заборони на поїздки на рівні провінції та (принаймні на Пхукеті) аж до рівня тамбону (громади). Усі пляжі були закриті. Комендантська година діяла з 22:00 до 6:00. Носіння масок стало обов'язковим у магазинах і банках, а при вході в багатьох з цих закладів перевіряли температуру тіла. Ресторани та бари залишалися відкритими. Було дуже мало повідомлень про виявлення хворих. Проблемою стала нестача їжі, і пожертви розподілялися через храми та деякі приватні організації; громади також організували роздачу жителям основних продуктів харчування.

#### Липень

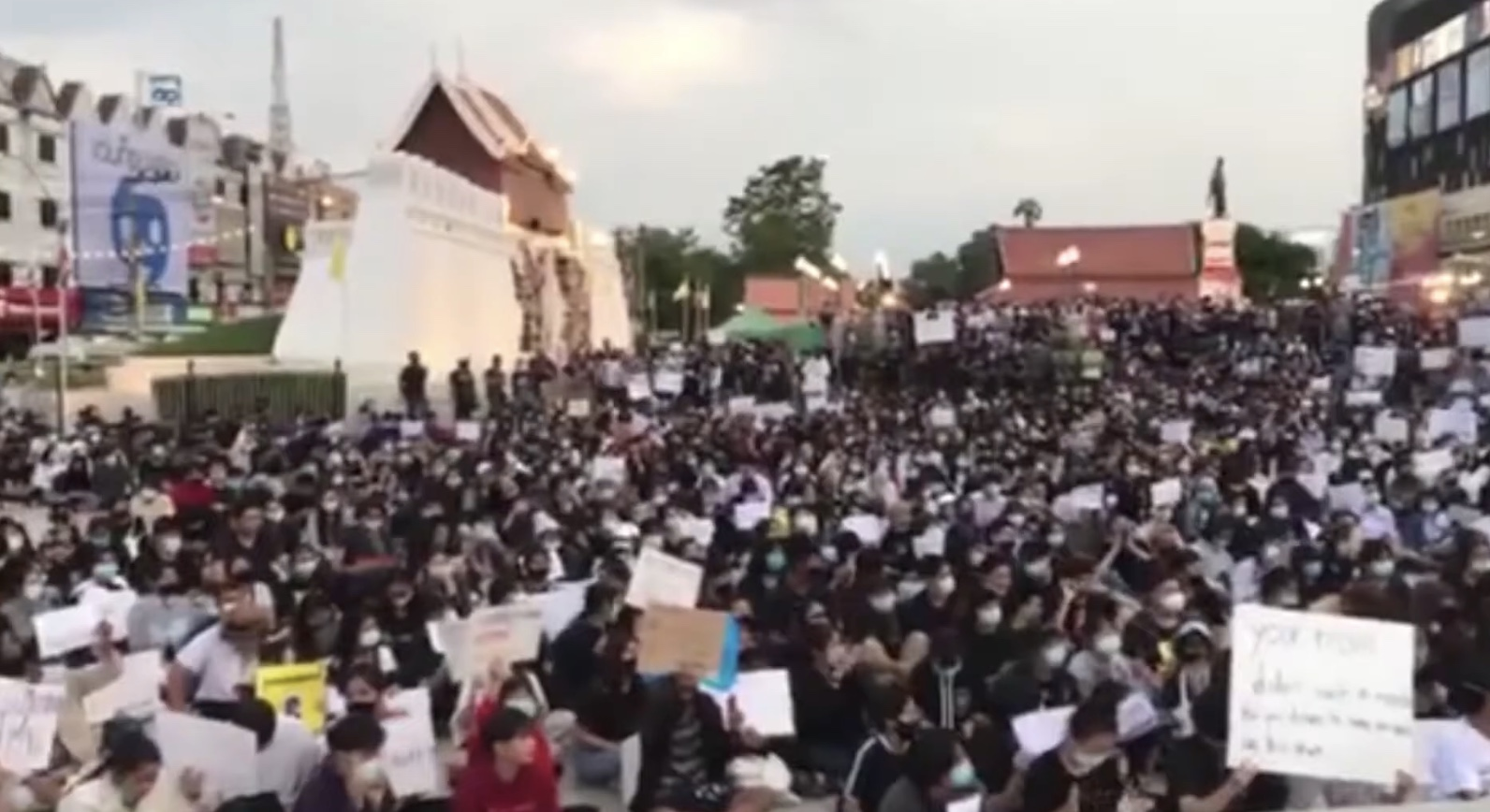
Епізод протестів у Таїланді в липні 2020 року на площі Тао Суранарі в місті Накхонратчасімі

15 липня національний центр з боротьби з поширенням коронавірусної інфекції повідомив про два випадки коронавірусної інфекції серед іноземних громадян — єгипетського військовослужбовця в провінції Районг та дочки суданського дипломата в Бангкоку. Обидва мали статус VIP-гостей уряду, й на них не поширювалися карантинні заходи щодо COVID-19. Уряд не повідомив точного місця перебування нових хворих та місцевостей, які вони відвідували, чим серйозно обурились таїландські користувачі Інтернету, які побоювались, що ці випадки можуть спричинити другу хвилю поширення хвороби. Багато з користувачів Інтернету обурювались нездатністю уряду до вчасного виявлення хвороби та ізоляції серед VIP-гостей уряду, а також нездатність уряду допомогти туристичному бізнесу в провінції Районг, де після виявлення нових випадків хвороби бронювання місць у готелях упало більш ніж на 90 %. Ця ситуація стала приводом для початку протестів у країні з 18 липня.
Того ж дня, 18 липня, прем'єр-міністр країни Прают Чан-Оча здійснив візит до провінції Районг. До його приїзду двоє протестувальників тримали лозунги із закликом його відставки. Обидвох негайно заарештувала та, за повідомленнями неназваних осіб, побила поліція, що розлютило багатьох користувачів Twitter.
18 липня в Таїланді відбулись найбільші вуличні протести з часу військового перевороту в 2014 році. Пізніше ці протести поширились на територію всієї країни, та отримали назву Таїландських протестів 2020 року проти карантину унаслідок COVID-19.

#### З серпня
Незважаючи на те, що з середини травня не фіксувалось випадків внутрішньої передачі вірусу в країні, центр ситуаційного управління з питань COVID-19 21 серпня вирішив продовжити в країні карантин до 30 вересня, мотивуючи це необхідністю запобіганням в'їзду до країни іноземців з епідемічно неблагополучних районів, та тим, що продовження карантину не відбилось на повсякденному житті країни, й уже навіть відновили роботу навчальні заклади. Міжнародні правозахисні групи розкритикували указ про надзвичайний стан, який використовується для придушення свободи слова.
У вересні ув'язнений, який не був за кордоном, став першим випадком місцевої передачі в Таїланді за 100 днів. Пізніше в цьому місяці узбецький футболіст Акбар Ісматуллаєв був інфікований коронавірусом після завершення 14-денного державного карантину з моменту прибуття майже місяцем раніше. У жовтні іноземні туристи вперше за сім місяців в'їхали в Таїланд за програмою «Special Tourist Visa». Загалом за місяць до країни прибув 1201 відвідувач, порівняно з 3,07 мільйона за той самий місяць роком раніше. Французька туристка на острові Самуї у провінції Сураттхані заразилася коронавірусом після проходження 14-денного державного карантину. Через 17 днів після прибуття в країну у неї піднялася температура тіла.
18 листопада Таїланд продовжив режим надзвичайного стану щонайменше до 15 січня 2021-го. Це восьме продовження надзвичайного стану в країні. Починаючи з кінця місяця, було виявлено щонайменше 10 випадків хвороби у тайських жінок, які незаконно перетнули кордон з М'янмою в районі Мейсай біля Тахілека. Вони їздили на далекі відстані, зокрема автобусами та літаками, а частина з них відвідували великі зібрання, що спонукало владу запровадити карантин для осіб, які могли тісно контактувати з ними.
У середині грудня уряд повідомив, що розглядає можливість скоротити обов'язковий карантин для прибуття з 14 до 10 днів, щоб залучити іноземних туристів. Через кілька днів стався спалах хвороби в Самут-Саконі, на південний захід від Бангкока, збільшивши загальну кількість підтверджених випадків у країні щонайменше на 20 %. Випадки в провінції, яка є центром рибної промисловості країни, в першу чергу торкнулися трудових мігрантів з М'янми, основного джерела робочої сили в промисловості морепродуктів. Понад 1300 випадків були виявлені на ринку морепродуктів у Самут-Саконі, а випадки хвороби, пов'язані з ним, були виявлені в 27 провінціях. До сплеску в Таїланді було зареєстровано близько 4300 випадків COVID-19 і лише 60 смертей, тоді як у М'янмі було зареєстровано близько 117 тисяч випадків хвороби. 20 грудня було зареєстровано 576 випадків хвороби, що стало найбільшим щоденним приростом у Таїланді, та спричинило загальне зростання випадків хвороби в країні на 13 %. У Районгу виник новий кластер захворювання, пов'язаний з незаконним гральним закладом. 28 грудня помер працівник цього закладу. Це стало першою смертю від COVID-19 у Таїланді за майже два місяці.

### 2021
4 січня в Таїланді було виявлено британський штам коронавірусу.
Після того, як кластери хвороби почали поширюватися в Бангкоку, столична адміністрація оголосила, що місто закриє школи та дитячі садки протягом 4—17 січня 2021 року. Незабаром після цього міністерство освіти країни наказало закрити всі школи на січень.
28 лютого у Таїланді почалася вакцинація, Перше щеплення отримав віце-прем'єр, міністр охорони здоров'я країни Анутину Чарнвиракулу.
12 березня уряд Таїланду відклав початок вакцинації препаратом AstraZeneca через повідомлення про можливе утворення тромбів після використання вакцини.
29 квітня країна повернла обов'язковий 14-денний карантин для всіх, хто в'їжджає до країни.
8 травня на острові Пхукет було затверджено початок курортного сезону на 1 липня. Станом на цей день, було вакциновано 22 % населення острова. У вересні було оголошено про плани змішувати вакцини Sinovac та AstraZeneca, пояснивши це вищим рівнем імунітету.

## Вимоги госпіталізації
Таїланд вимагав госпіталізації будь-якого хворого з позитивним тестом на коронавірус, навіть безсимптомного. Це призвело до нестачі лікарняних ліжок. У кількох містах були створені польові госпіталі. До травня 2021 року в лікарнях і польових госпіталях країни перебувало майже 30 тисяч хворих.

## Урядові заходи
Уряд Таїланду ввів комендантську годину в країні від 22 години ночі до 4 години ранку, яка розпочалась з 3 квітня, щоб стримати поширення коронавірусної хвороби. Також уряд видав заборону на в'їзд іноземних громадян до країни. Деякі особи, які критикували дії уряду під час епідемії коронавірусної хвороби, були заарештовані буцімто за поширення неправдивої інформації щодо COVID-19.
Комендантська година в країні поступово скорочувалась, спочатку з 10 години вечора до 4 години ранку, пізніше з 11 вечора до 4 годин ранку, далі з 11 години вечора до 3 години ночі, та офіційно скасована з 15 червня.

## Превентивні заходи

### Обмеження для подорожуючих
3 січня розпочалась перевірка всіх пасажирів, які прибувають з Китаю, у 6 аеропортах країни, зокрема аеропортах Суварнабхумі, Донмианг, Пхукет, Чіангмай та Крабі, до яких 24 січня додався аеропорт Чіанграй. Після початку скринінгу пасажирів з Китаю в них також виявлена низка інших хвороб верхніх дихальних шляхів.
11 лютого круїзному судну «MS Westerdam» туроператора «Holland America Line» відмовлено в заході в порт Лаемпрабанг у зв'язку з наявністю на ньому хворих коронавірусною хворобою. Цьому ж судну раніше відмовлено в заходженні в порти Філіппін, Японії, Південної Кореї та Гуаму з аналогічної причини.
13 лютого два круїзних лайнери MV Seabourn Ovation стали на якір у глибоководному порту Пхукета, а корабель Quantum of the Seas пришвартувався біля пірсу Патонг порту Пхукета. На відміну від судна «MS Westerdam», захід цих кораблів у таїландський порт дозволили, оскільки вони планували зробити в цьому порту лише зупинку, й далі прямувати до Сінгапура. Пасажирів, які знаходились на борту суден, перевіряли медики перед тим, як їм було надано дозвіл зійти на берег.
17 лютого а спільній нараді міністерства закордонних справ, міністерства охорони здоров'я, транспортного та міграційного відомств, було заборонено в'їзд іноземних громадян на територію країни з круїзного судна «MS Westerdam», після того, як у громадянки США на її борту підтверджено позитивний тест на коронавірусну хворобу в Малайзії. До цієї заборони на територію країни в'їхали 95 пасажирів судна, 91 з яких переведені на інші судна, та вже покинули Таїланд.
18 лютого міністерство охорони здоров'я поширили обов'язкове обстеження на коронавірус для прибуваючих з Японії та Сінгапуру. Для осіб, які прибувають з цих країн, запроваджено такі ж умови допуску на територію Таїланду, як і осіб з материкового Китаю. Міністерство охорони здоров'я також підняло рівень заходів проти поширення коронавірусної хвороби до третього рівня, готуючись до сплеску інфікувань у країні. Міністерство поставило завдання, щоб у кожній провінції була щонайменше одна лікувальна установа, в якій би проводилось тестування на COVID-19. Повідомлено, що у той же час науковці країни розробляють швидкі тести на COVID-19, які дають результат за 5 хвилин, заплановано його повну готовність за 2 місяці.
21 лютого міністерство охорони здоров'я країни повідомило про введення нових критеріїв скринінгу на коронавірусну хворобу для осіб, які прибувають до країни з Гонконгу, Макао, Південної Кореї та Тайваню. Також автоматично відноситься поява пневмонії невстановленого генезу в осіб, які проживають у 8 провінціях країни, які особливо популярні серед китайських туристів, зокрема Бангкок, Чіангмай, Чіангргай, Чонбурі, Крабі, Пхукет, Прачуапкхірікхан та Самутпракан.
19 березня повідомлено про введення додаткових обмежень, включно з медичним свідоцтвом, для осіб, які прибувають до країни з-за кордону, а також медичного страхування для іноземців.
3 квітня управління цивільної авіації Таїланду призупинило всі пасажирські рейси з висадкою пасажирів у Таїланді з ранку 4 квітня до вечора 6 квітня. Увечері 6 квітня заборону польотів було продовжено до 18 квітня, а пізніше до 30 квітня.
15 липня 2021 року для вакцинованих відпочиваючих з-за кордону з'явилася можливість відвідати три острови в провінції Сураттхані; Ко Самуї, Ко Тао і Ко Панган. Рішення було ухвалено після повторного відкриття Пхукета, найбільшого острова Таїланду, у четвер, 1 липня. До жовтня 2022 року іноземні туристи перед прибуттям повинні були отримати сертифікат про в'їзд, туристичну страховку на суму щонайменше 100 тисяч доларів США на медичні витрати, і передплачене бронювання в затвердженому державою готелі. Після прибуття туристам проводились кілька ПЛР-тестів за власний кошт. Ці обмеження були зняті в жовтні 2022 року.
Починаючи з 1 листопада 2021 року, особам, які прибули з 63 країн із низьким рівнем ризику, дозволялося в'їзд лише з одноденним карантином, поки вони чекали негативного результату тесту. Програма «Test and Go» вимагала від подорожуючих бути повністю вакцинованими та отримати негативний результат ПЛР-тесту перед поїздкою. 21 грудня програму призупинили у відповідь на першу місцеву передачу варіанту Омікрон, про яку повідомлялося днем раніше.
1 лютого 2022 року влада Таїланду відновила програму «Test & Go» з додатковим правилом, згідно з яким подорожуючі повинні будуть пройти два ПЛР-тести: один у перший день і інший на п'ятий день. З 1 березня 2022 року Таїланд переглянув вимоги до тесту на COVID-19 з 2 ПЛР-тестів (1-й день, 5-й день) на 1 ПЛР і 1 швидкий тест (ПЛР у 1-й день, швидкий тест на 5-й день). Починаючи з 1 травня 2022 року, повністю вакцинованим туристам не потрібно проходити ПЛР-тест після прибуття, але все одно їм необхідно буде провести швидкий тест. ПЛР є лише добровільним.

#### Обмеження для виїзду із районів ризику
Станом на 22 березня міністерство охорони здоров'я Таїланду визначило два типи сфер ризику зокрема «зона, уражена небезпечною інфекційною хворобою».
Адміністрація цивільної авіації Таїланду запровадила вимогу, щоб усі особи, які прибувають до країни з-за кордону незалежно від країни прибуття, пред'являли медичні довідки перед посадкою на рейс до Таїланду та після прибуття до Таїланду при в'їзді в пункти пропуску до країни, або їх не допустять на території країни. окрім того, всі іноземці, які прибувають до країни, мають відбути обов'язковий 14-денний карантин у місцях, визначених урядом.

### Регулювання цін на медичні товари
4 лютого уряд Таїланду повідомив, що 4 види медичної продукції, зокрема захисні маски, дезинфікуючі засоби на спиртовій основі, туалетний папір та вироби з поліпропілену, підпадають під дію закону про ціни на товари та послуги, згідно якого вони відносяться до товарів, ціни на які встановлюються урядом, і вони не можуть бути підвищені без спеціального урядового рішення.
6 лютого прем'єр-міністр країни Прают Чан-Оча попередив, що приховування з метою спекуляції захисних масок та дезинфікуючих засобів для рук може призвести до правових наслідків для винних.
12 березня медичні працівники закликали людей виготовляти захисні маски для обличчя з тканини, заявивши, що тканинні маски можуть запобігти поширенню крапель розміром більше одного мікрона.

### Локдаун, комендантська година та призупинення транспортного сполучення між провінціями
21 березня міська влада Бангкока повідомила про масове закриття підприємств різних галузей. Губернатор провінції Бангкок Асвін Кванмуанг повідомив після засідання міської ради, що вона прийняла резолюцію про закриття більшості закладів у місті відповідно до розділу 35 закону про інфекційні хвороби від 2015 року, дія якої має тривати 22 дні з 22 березня по 12 квітня 2020 року. Пізніше дія цієї постанови продовжена з 12 до 30 квітня 2020 року. Дозволено працювати лише аптекам, супермаркетам та закладам громадського харчування із обслуговуванням на виніс.
Для сповільнення поширення коронавірусної хвороби уряд встановив комендантську годину на всій території країни з 22:00 до 4:00, який вступає в дію з 3 квітня. Також уряд заборонив в'їзд до країни всім іноземним громадянам. Деякі особи, які критикували дії уряду під час епідемії, були заарештовані за буцімто поширення неправдивої інформації про коронавірусну хворобу.
Комендантська година в країні поступово зменшувалась, початково встановлена з 10 годин вечора до 4 годин ранку, пізніше зменшена з 11 вечора до 4 ранку, потім зменшена з 11 вечора до 3 ранку, офіційно комендантська година завершилась 15 червня.
На початку квітня 2021 року розважальні заклади Бангкока закрили на 2 тижні. У середині квітня 2021 року видано розпорядження закрити школи на 2 тижні, враховуючи понад 2 тисячі випадків хвороби на день. З 26 квітня на 2 тижні закрилося більше закладів, у тому числі спортзали.

### Програма відстеження
Починаючи з травня, влада країни ввела програму відстеження контактних з COVID-19 під назвою «Thai Chana» («Перемоги в Таїланді») для відстеження людей, які знаходились в одному приміщенні з підозрілим на коронавірусну хворобу, яким пізніше надсилається повідомлення, що вони знаходились в контакті з хворим COVID-19, якщо у нього підтвердився позитивний тест. Щоправда, цей спосіб відстеження дуже критикувався, зокрема відзначалось, що отримані таким способом повідомлення частобули найсправжнісіньким спамом.

### Санітарна освіта
Санітарна освіта під час епідемії коронавірусної хвороби в Таїланді була спрямована переважно на самоконтролі у групах ризику, дотриманні особистої гігієни (особливо частого миття рук) та уникненні натовпу (або обов'язкове носіння масок, якщо уникнути цього буде неможливо).

### Спілкування
Прем'єр-міністр країни наказав припинити дописи в соціальних мережах, які уряд вважав «фейковими новинами», звинувативши людей, які це зробили, у перешкоджанні зусиллям влади в боротьбі проти пандемії. Поліція також наголосила, що згідно з указом про надзвичайний стан за цей злочин може загрожувати до 2 років позбавлення волі. У липні 2021 року після численних повідомлень про безпритульних, які помирають на вулицях Бангкока, деякі чиновники звинуватили авторів цих повідомлень у тому, що вони організовані з метою дискредитації влади.

### Вакцинація
У листопаді 2020 року влада замовила 26 мільйонів доз вакцини AstraZeneca, яка повідомила про 70 % загальної ефективності. Для повного курсу вакцинації потрібно 2 дози вакцини на людину, тому замовлена кількість могла охопити лише 13 мільйонів осіб. Кабінет міністрів країни пізніше затвердив бюджет для замовлення 35 мільйонів додаткових доз вакцини у січні 2021 року. Компанія «Siam Bioscience», що належить королю Вачхіралонгкону, мала отримати низку технологій для спільного інвестування. Влада також імпортувала 2 мільйони доз вакцини від китайської компанії «Sinovac Biotech», в яку інвестував тайський конгломерат «Charoen Pokphand», протягом лютого–квітня 2021 року.
Одночасно уряд Таїланду на фоні критики також активізував спроби виробляти власні вакцини під назвою «ChulaCov19», і збирався розпочати клінічне дослідження вакцини в травні 2021 року. Перший етап клінічних досліджень вакцини Бутанвак розпочалася в Університеті Махідола в березні 2021 року.
1,5 мільйона доз вакцини Pfizer, подарованих урядом США, прибули до Таїланду на початку серпня 2021 року. Половина зазначеної кількості була виділена медичним працівникам, хоча раніше міністерство охорони здоров'я заявляло, що всі ці дози будуть виділені медпрацівникам. Деякі лікарні повідомили про скорочення виділення вакцин.

## Вплив епідемії

### Економіка
Авіакомпанія «Bangkok Airways» оголосила про план скорочення заробітної плати керівників, зменшення кількості рейсів та скасування деяких маршрутів. Персонал авіакомпанії відправлять у відпустку без збереження заробітної плати строком на 10–30 днів, починаючи з 1 березня, у зв'язку з економічним спадом, спричиненим епідемією COVID-19.
Підрозділ ООН з економічного розвитку у червні 2020 року оприлюднила звіт, в якому повідомляється, що більше 90 % компаній у Таїланді очікують втрати доходу на понад 50 % порівняно з минулим роком. У автомобільній промисловості у квітні 2020 року спостерігалося падіння індексу виробничих показників приблизно на 82 % у річному обчисленні, що свідчить про найнижчий рівень виробництва з 1987 року. Іншими чотирма секторами економіки, що постраждали найбільше, є переробка нафтопродуктів, виробництво солоду, систем для кондиціонування повітря, та цукрова промисловість. Проте в частині секторів економіки, зокрема виробництво бетону і цементу, медицина, виробництво електронних плат, заморожених морепродуктів, корму для тварин, в яких індекс виробничих показників зріс у межах від 10 % до майже 40 % на рік.
У вересні 2020 року Світовий банк прогнозував, що до кінця року економіка Таїланду скоротиться на 8,9 %.

### Освіта
29 лютого 2020 року скасовані 38-й Таїландський національний книжковий ярмарок та 18-й Міжнародний книжковий ярмарок у Бангкоку. Натомість національний книжковий ярмарок розмістили в Інтернеті, що зробило його першим національним книжковим онлайн-ярмарком Таїланду. Університет Чулалонгкорна та Університет Махідола після виявлення випадків COVID-19 серед своїх співробітників та студентів розпочали призупинення занять в аудиторіях з 16 березня, тоді як Університет Касетсарта розпочав призупинення занять як запобіжний захід.

### Спорт
Турнір з боксу «THAI FIGHT», який мав відбутися в лютому в Чіанграї, перенесений на пізніший термін у зв'язку з ймовірністю спалаху коронавірусної хвороби.
1 березня 2020 року Футбольна асоціація Таїланду вирішила, що всі матчі чемпіонату Таїланду на усіх чотирьох рівнях ліг з 7 до 31 березня будуть проводитись без глядачів, буде проводитись лише телетрансляція поєдинків. Щоправда, вже 4 березня ухвалено рішення про відкладення всіх матчів орієнтовно до 18 квітня.
Гран-прі Таїланду — етап чемпіонату світу з шосейно-кільцевих мотоперегонів 2020 року відкладений у зв'язку зі спалахом коронавірусної хвороби до послаблення спалаху хвороби.
Телеканал «Канал 7» повідомив, що боксерські поєдинки будуть проводитися без глядачів, буде проводитися лише телетрансляція поєдинків.

### Туризм
Туристична індустрія Таїланду, на частку якої припадала п'ята частина ВВП країни до епідемії, зазнала серйозних збитків; туристичний департамент Таїланду прогнозував, що загальна кількість туристів, які приїздять до країни, зменшиться у 2020 році на 65 %. За період від січня до березня кількість іноземних туристів, що приїхали до країни, зменшилась на 38 % до 6,69 мільйонів, зокрема кількість китайських туристів, яких завжди було найбільше серед іноземних туристів, зменшилась на 60 %, та становила 1,25 мільйона. Унаслідок закриття кордонів та скасування більшості міжнародних авіарейсів з 4 квітня прибуття та видатки туристів в квітні 2020 року зменшились практично до нуля порівняно з 3,2 мільйонами туристів та надходженнями на суму 4,6 мільярда доларів у тому ж місяці минулого року.
3 березня закрився на невизначений термін розважальний парк «Legend Siam» в Паттаї через відсутність туристів у зв'язку з пандемією коронавірусної хвороби. Парк має відкритися після завершення епідемії хвороби.
16 березня міністерство охорони здоров'я повідомило, що цьогорічне святкування Сонгкрана будуть відкладені на невизначений термін, оскільки кількість випадків коронавірусної хвороби щоденно збільшується на 33—147 нових випадки. Цьогоріч Сонгкран не буде проводитись на одній із центральних вулиць Бангкока Хаосан-Роуд, провінції Кхонхкен, Паттаї, пляжі Бангсаен, Патонгу, та відкладений на невизначений термін. Дата проведення свята буде названа пізніше. Муніципальний керівник на острові Пханган вирішив скасувати туристичну вечірку на пляжі Рін, щоб уникнути скупчення туристів, що збільшує ризик спалаху коронавірусної хвороби. Ця вечірка мала відбутися у ніч повного місяця на 8 березня.

### Ксенофобія та расизм
У ресторані в Чіангмаї помічено табличку з написом «Просимо вибачення, що не приймаємо КИТАЙСЬКИХ клієнтів. Дякую», яка з'явилась після того, як відвідувач пішов із ресторану, помітивши групу китайців всередині. Поліція наказала зняти табличку, проте запропонувала переписати її китайською мовою як «У нас закінчилась їжа». Подібний плакат також помічено біля ресторану на пляжі Ао Сане в Пхукеті.
Міністр охорони здоров'я Таїланду Анутін Чарнвіракуль негативно висловився щодо європейців, назвавши їх «брудними західниками, які ніколи не приймають душ, і, швидше за все, вони більше поширюють вірус, ніж азіати». Цей вислів викликав негативну реакцію як у Таїланді, так і у Великій Британії, і його швидко видалили. Сам міністр заявив, що не несе за цей вислів ніякої відповідальності, оскільки не він особисто його розмістив, а його підлеглі.
Після грудневого спалаху серед трудових мігрантів у Самут-Сакхоні в Інтернеті різко зросла мова ненависті проти жителів М'янми. Прем'єр-міністр Прают Чан-Оча поклав відповідальність за зростання кількості випадків COVID-19 на нелегальних мігрантів.

### Критика урядових заходів
Уряд критикували за різні аспекти його заходів з боротьби з поширенням хвороби, особливо за ранні заходи боротьби з поширенням хвороби, повільні закупівлі вакцин і спалах у квітні 2021 року.
На початку лютого 2020 року у відповідь на занепокоєння щодо скуповування та завищення цін на маски для обличчя уряд запровадив контроль над цінами та втрутився в їх розподіл. Цей крок не зміг запобігти дефіциту в лікарнях і став скандалом через очевидну корупцію та відкати при постачанні товарів. Критика також була спрямована на непослідовну політику уряду щодо міжнародного транспортного сполучення і карантинних вимог, нерішучість і повільність дій, а також погану комунікацію — багато офіційних повідомлень були доступні для громадськості, але їх швидко відкликали або вони суперечили розпорядженням іншим державних органів, а пізніше змінювалися. Раптове закриття підприємств у Бангкоку спонукало десятки тисяч працівників вирушити до своїх рідних міст, що відображало нездатність агентств скоординувати єдині заходи. Після третьої хвилі хвороби в квітні 2021 року уряд критикували за нездатність придбати достатній запас вакцин.

## Випадки захворювань в інших країнах, пов'язані з Таїландом
Південна Корея. 4 лютого у громадянки Південної Кореї, яка нещодавно відвідувала Бангкок під час відпустки, підтвердився позитивний тест на коронавірус, і вона зареєстрована як 16-й випадок хвороби у країні.
Німеччина. 4 березня в Кельні зареєстровано 5 нових випадів коронавірусної хвороби, серед яких була жінка, яка проводила відпустку в Таїланді, та, ймовірно, інфікувалась там.
Австралія. 5 березня уряд провінції Квінсленд підтвердив, що у 81-річного чоловіка, який нещодавно повернувся з Таїланду, підтверджено позитивний результат тесту на коронавірус, після чого його госпіталізували до університетської лікарні Саншайн-Кост.
Індія. 6 березня в Індії підтверджений 31-й випадок коронавірусної хвороби. Цей хворий, який є громадянином Індії, перед початком хвороби відвідував Таїланд і Малайзію.
Єгипет. У травні 2021 року влада Великої Британії повідомила, що виявила варіант COVID-19, який вперше виявили в Таїланді у іммігрантів з Єгипту.

## Перехід до боротьби з ендемічними захворюваннями
1 червня 2022 року міністерство охорони здоров'я країни закрило свій додаток MorChana для відстеження місцезнаходження COVID-19 в очікуванні ендемічної класифікації захворювання. Рішення було ухвалено з огляду на покращення ситуації з поширенням хвороби в країні, тому після прибуття до країни людям більше не потрібно користуватися додатком. Міністерство планувало оголосити COVID-19 ендемічним захворюванням 1 липня, а з 23 червня 2022 року наявність масок стала необов'язковою на відкритому повітрі в сільській місцевості (зокрема в Пхукеті і Дон Муангу), тоді як носіння масок залишається обов'язковим у приміщенні. і в людних місцях, зокрема в Бангкоку, і в громадському транспорті.
8 серпня 2022 року голова Національного комітету з інфекційних захворювань Анутін Чарнвіракул повідомив, що статус COVID-19 буде знижено з «небезпечної інфекційної хвороби» до «інфекційної хвороби під наглядом» у рамках плану країни вийти на рівень боротьби з ендемічними захворюваннями.